# Norrie Paramor
Norrie Paramor (15. svibnja, 1914. – 9. rujna 1979.) je znani britanski glazbeni producent, skladatelj, aranžer i dirigent. 
U vrijeme kad je Paramor počeo raditi za britansku diskografsku tvrtku EMI, termin - glazbeni pruducent nije postojao, 1952. postao je Direktor snimanja u EMI - u, i svojim radom stvorio 26 broj jedan hitova na britanskim listama. Po tom kriteriju je uz George Martina (producenta većine Beatlesovih hitova ) jedan od najusješnijih glazbenih producenata na svijetu, i pionir u tom poslu.
Paramor se proslavio, produkcijom hit singlova za Cliff Richarda, i grupu The Shadows, i mnoge manje znane britanske glazbene zvijezde šesdesetih godina.
Paramor je i skladao glazbu za filmove, između ostalog za; Serious Charge, i kultni film za mladež, The Young Ones, Expresso Bongo i The Frightened City.
1968., bio je glazbeni direktor Natjecanja za pjesmu Eurovizije, koje se održalo u Londonu ( Royal Albert Hall), prvom televizijskom prijenosu u koloru. On je i dirigirao pobjedničku britansku pjesmu,  Congratulations, u izvedbi Cliff Richarda.
Njegov pristup glazbi, bio je po mnogo čemu konzervativan i tradicionalan, ali on je prvi koji se prihvatio rada s grupom od tri gitare i bubnjevima, i stvorio od toga ugođaj velikog orkestra.